# Harashim
Harashim (en hebreo: חֲרָשִׁים‎, tdl. ‘artesanos’) es un asentamiento comunitario ubicado en el Distrito Norte de Israel. Ubicado en la Alta Galilea al norte de Carmiel, cae bajo la jurisdicción del Concejo Regional Misgav. En 2021 tenía una población de 377. Su elevación es de 830 metros s. n. m.. Harashim es el lugar habitado más lluvioso de Israel.

## Historia
El pueblo se estableció en 1980 como parte del plan de la judaización de Galilea para alentar el asentamiento judío en la región. Su nombre se deriva de la cercana Tel Harashim, un pueblo judío de la Edad del Hierro donde se cree que los habitantes trabajaban como herreros.

## Geografía

### Clima
Harashim tiene un clima mediterráneo típico (Clasificación climática de Köppen: Csa) con veranos calurosos y secos e inviernos frescos, lluviosos y ocasionalmente nevados. El pueblo recibe 986,8 mm de precipitación por año. Los veranos son calurosos y sin lluvia, con una temperatura máxima promedio de 29 °C y una temperatura mínima promedio de 18 °C. Los inviernos son frescos y húmedos, y ocasionalmente las precipitaciones son en forma de nieve. Los inviernos tienen una temperatura máxima promedio de 12 °C y una temperatura mínima promedio de 5 °C. Harashim es el lugar habitado más lluvioso de Israel.
| Parámetros climáticos promedio de Harashim (promedios de 1991-2020, extremos de 1952-2022) | Parámetros climáticos promedio de Harashim (promedios de 1991-2020, extremos de 1952-2022) | Parámetros climáticos promedio de Harashim (promedios de 1991-2020, extremos de 1952-2022) | Parámetros climáticos promedio de Harashim (promedios de 1991-2020, extremos de 1952-2022) | Parámetros climáticos promedio de Harashim (promedios de 1991-2020, extremos de 1952-2022) | Parámetros climáticos promedio de Harashim (promedios de 1991-2020, extremos de 1952-2022) | Parámetros climáticos promedio de Harashim (promedios de 1991-2020, extremos de 1952-2022) | Parámetros climáticos promedio de Harashim (promedios de 1991-2020, extremos de 1952-2022) | Parámetros climáticos promedio de Harashim (promedios de 1991-2020, extremos de 1952-2022) | Parámetros climáticos promedio de Harashim (promedios de 1991-2020, extremos de 1952-2022) | Parámetros climáticos promedio de Harashim (promedios de 1991-2020, extremos de 1952-2022) | Parámetros climáticos promedio de Harashim (promedios de 1991-2020, extremos de 1952-2022) | Parámetros climáticos promedio de Harashim (promedios de 1991-2020, extremos de 1952-2022) | Parámetros climáticos promedio de Harashim (promedios de 1991-2020, extremos de 1952-2022) |
| Mes                                                                                        | Ene.                                                                                       | Feb.                                                                                       | Mar.                                                                                       | Abr.                                                                                       | May.                                                                                       | Jun.                                                                                       | Jul.                                                                                       | Ago.                                                                                       | Sep.                                                                                       | Oct.                                                                                       | Nov.                                                                                       | Dic.                                                                                       | Anual                                                                                      |
| ------------------------------------------------------------------------------------------ | ------------------------------------------------------------------------------------------ | ------------------------------------------------------------------------------------------ | ------------------------------------------------------------------------------------------ | ------------------------------------------------------------------------------------------ | ------------------------------------------------------------------------------------------ | ------------------------------------------------------------------------------------------ | ------------------------------------------------------------------------------------------ | ------------------------------------------------------------------------------------------ | ------------------------------------------------------------------------------------------ | ------------------------------------------------------------------------------------------ | ------------------------------------------------------------------------------------------ | ------------------------------------------------------------------------------------------ | ------------------------------------------------------------------------------------------ |
| Temp. máx. abs. (°C)                                                                       | 22.0                                                                                       | 24.4                                                                                       | 32.0                                                                                       | 34.1                                                                                       | 36.0                                                                                       | 37.9                                                                                       | 40.0                                                                                       | 39.9                                                                                       | 39.5                                                                                       | 35.0                                                                                       | 29.5                                                                                       | 24.0                                                                                       | '                                                                                          |
| Temp. máx. media (°C)                                                                      | 11.3                                                                                       | 12.4                                                                                       | 15.7                                                                                       | 20.0                                                                                       | 24.6                                                                                       | 27.1                                                                                       | 28.9                                                                                       | 29.3                                                                                       | 27.7                                                                                       | 24.5                                                                                       | 18.5                                                                                       | 13.5                                                                                       | 21.1                                                                                       |
| Temp. media (°C)                                                                           | 8.2                                                                                        | 8.8                                                                                        | 11.3                                                                                       | 14.7                                                                                       | 18.8                                                                                       | 21.5                                                                                       | 23.4                                                                                       | 23.7                                                                                       | 22.1                                                                                       | 19.3                                                                                       | 14.5                                                                                       | 10.3                                                                                       | 16.4                                                                                       |
| Temp. mín. media (°C)                                                                      | 5.0                                                                                        | 5.1                                                                                        | 6.9                                                                                        | 9.5                                                                                        | 13.0                                                                                       | 16.0                                                                                       | 18.0                                                                                       | 18.2                                                                                       | 16.4                                                                                       | 14.1                                                                                       | 10.4                                                                                       | 7.2                                                                                        | 11.7                                                                                       |
| Temp. mín. abs. (°C)                                                                       | -5.0                                                                                       | -5.0                                                                                       | -0.6                                                                                       | -2.2                                                                                       | 3.5                                                                                        | 8.6                                                                                        | 12.2                                                                                       | 12.6                                                                                       | 11.0                                                                                       | 4.6                                                                                        | -0.2                                                                                       | -2.8                                                                                       | '                                                                                          |
| Precipitación total (mm)                                                                   | 267                                                                                        | 189                                                                                        | 106                                                                                        | 47                                                                                         | 17.4                                                                                       | 1.7                                                                                        | 0                                                                                          | 0                                                                                          | 4.7                                                                                        | 33                                                                                         | 107                                                                                        | 214                                                                                        | 986.8                                                                                      |
| Días de precipitaciones (≥ 0.1 mm)                                                         | 12.5                                                                                       | 10.3                                                                                       | 8.0                                                                                        | 4.3                                                                                        | 2.1                                                                                        | 0.5                                                                                        | 0                                                                                          | 0                                                                                          | 0.7                                                                                        | 3.4                                                                                        | 6.0                                                                                        | 10.5                                                                                       | 58.3                                                                                       |
| Fuente: Servicio Meteorológico de Israel                                                   |                                                                                            |                                                                                            |                                                                                            |                                                                                            |                                                                                            |                                                                                            |                                                                                            |                                                                                            |                                                                                            |                                                                                            |                                                                                            |                                                                                            |                                                                                            |